# Kirmusjärvi
Kirmusjärvi eller Kirmustenjärvi är en sjö i Sammatti i Lojo stad i Finland.   Den ligger i landskapet Nyland, i den södra delen av landet, 60 km väster om huvudstaden Helsingfors. Kirmusjärvi ligger 54,3 meter över havet. Arean är 3,5 kvadratkilometer och strandlinjen är 25,16 kilometer lång. Sjön  ingår i Karisåns huvudavrinningsområde. 